# Swiss Cetacean Society
La Swiss Cetacean Society - SCS ou Société suisse d'étude et de protection des cétacés, est une organisation environnementale suisse, basée à Lausanne (Canton de Vaud), vouée à la conservation des mammifères marins et d'autres espèces marines menacées.

## Historique
La SCS est créée en 1997 par Max-Oliver Bourcoud, initialement sous le nom d'Association suisse de sauvegarde des mammifères marins (ASMS Antenne romande). En 2001, elle prend le nom de Swiss Cetacean Society (SCS).
Elle est membre de l’UICN (Union internationale pour la conservation de la nature), partenaire officiel de l’ACCOBAMS (Accord sur la conservation des cétacés de la mer Noire, de la Méditerranée et de la zone Atlantique adjacente), de Tethys Research Institute, de la World Cetacean Alliance (WCA), de Longitude 181 Nature.
En 2005, elle a été désignée Champion de la Terre (Earth Champions Foundation).
En 2023, elle compte plus de 1'400 membres et est l'un des principaux fournisseurs de données sur les cétacés dans le nord-ouest de la Méditerranée.

## Objectifs
La SCS est une organisation environnementale à but non lucratif et d’intérêt public vouée à la conservation des mammifères marins. Son objectif principal est d’apporter un soutien logistique à la recherche scientifique utile pour la protection marine à l’étranger. En Suisse elle promeut la connaissance des cétacés afin d’en favoriser leur conservation.
Pour ce faire, elle a mis en place 5 stratégies :
- support à la recherche scientifique pour la conservation marine
- assurer la logistique en mer de programmes scientifiques environnementaux
- diffusion d’informations vulgarisées sur la faune marine
- organisation de camps de sensibilisation à l'écologie marine
- favoriser l’accès à la formation spécialisée

## Activités

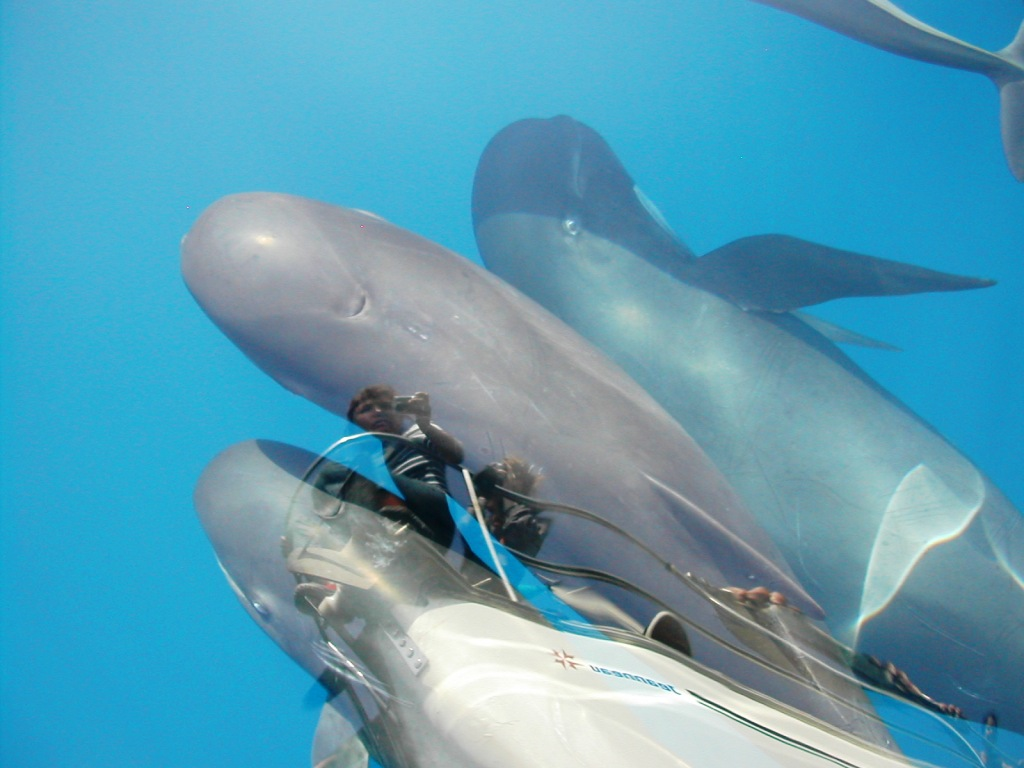
Globicéphales durant une expédition scientifique en Méditerranée

### A l’étranger

#### Mer Méditerranée
La Swiss Cetacean Society-SCS organise des campagnes en mer d'acquisition de données sur les populations de cétacés. Ces programmes scientifiques sont cofinancés par le public suisse. Les données récoltées sont ensuite transmises aux mandataires scientifiques qui en assurent le traitement et l'exploitation. Cette activité mobilise durant l'été des plates-formes de recherche et des équipages composés d'écovolontaires encadrés par des naturalistes spécialisés.
De 1997 à 2023, la SCS a réalisé en Méditerranée plus de 1'600 jours de collecte de données, ce qui a permis de recenser et d’observer des dizaines de milliers de cétacés appartenant à 8 espèces. Au total, plus de 1’500 volontaires, répartis sur plus de 300 expéditions, ont assuré ce travail en mer, au bénéfice de la Commission Internationale pour l’Exploration Scientifique de la Méditerranée (CIESM) et de nombreux organismes de recherche européens, comme par exemple Association Tursiops aux Baléares et EcoOcéan Institut en Mer Ligure. Le but de ces différents programmes scientifiques est d’étudier les populations de baleines et de dauphins qui fréquentent la Méditerranée nord-occidentale en été, pour améliorer concrètement leur protection.
De plus, la SCS a participé, en tant que partenaire logistique du CNRS, à un vaste programme international et pluridisciplinaire d’étude du Rorqual commun de Méditerranée (la 2ème plus grande baleine du monde), associant de très nombreux chercheurs issus de diverses disciplines (océanographes, écologues, généticiens, biochimistes etc.). Dans le cadre de cette recherche, la SCS a travaillé en étroite collaboration avec le Laboratoire d'écotoxicologie de l’EPFL (Prof. Dr Ing. J. Tarradellas) pour les analyses de micropolluants.
La SCS est ainsi devenue l'un des principaux fournisseurs de données cétologiques en Méditerranée nord-occidentale, ainsi qu'une partenaire reconnue des institutions environnementales de Monaco (CIESM, ACCOBAMS, RAMOGE).

#### Comores
Depuis 2010, la SCS mène à bien un projet de protection des tortues vertes de locéan Indien aux Comores (Ulanga Ngazidja), considérée par l’UICN comme l’une des espèces de tortues les plus menacées au monde. Afin de les protéger lorsqu’elles viennent sur la plage de la Grande Comores afin de pondre leurs œufs, 3 stratégies ont été proposées :
1. une campagne de sensibilisation aux problèmes des environnements côtiers et marins (y compris la tortue marine verte en voie de disparition) est  menée auprès des villageois, des enfants et des personnes influentes.
2. un centre d'information pour les écotouristes et les villageois, pour lequel du mobilier, des affiches, des dépliants et de la documentation éducative appropriée ont été développés. Le centre collabore avec des artisans locaux pour vendre des articles liés à la faune marine. Ce travail à long terme devrait créer un revenu économique alternatif pour les populations locales et les détourner progressivement du braconnage.
3. une patrouille côtière a été mise en place. Composée et assurée par des éco-gardes qui ont été formés aux procédures de suivi des sites de nidification afin de lutter contre le braconnage et de collecter des données scientifiques sur les activités des tortues.

#### Mexique
En partenariat avec ProNatura Noroeste au Mexique, la SCS contribue depuis 2014 au ralentissement de l'extinction du marsouin de Californie (Phocoena sinus) ou Vaquita, endémique à cette zone. Pour ce faire, elle a en partie permis le développement de nouvelles alternatives de pêches, dites « Vaquitas friendly ». Ces nouvelles techniques ont ainsi empêché la Vaquita ainsi que d’autres espèces marines de grandes tailles, telles que les tortues, de s’emmêler et potentiellement s’étouffer dans les filets de pêches. Aussi, la SCS a aidé à la réalisation de navigations de surveillance des dernières Vaquitas, dont le nombre semble s’être stabilisé (aux alentours d’un petite dizaine).

#### Indonésie
Depuis début 2023, la SCS s’implique dans la conservation des tortues marines à Bali en collaborant avec la JAAN (Jakarta Animal Aid Network) une ONG locale. Ainsi, elle aide les acteurs locaux à s’occuper des tortues confisquées aux braconniers qui les auscultent, les soignent puis les relâchent dans l’océan une fois leur santé stabilisée grâce au nouveau centre vétérinaire qu’elle a financée.
De plus, la SCS s’est engagé à soutenir un programme visant à replanter la mangrove dans les zones où elle tend à disparaître.

#### Autres
De plus, la SCS a également :
- participé au programme de recherche associé au Dolphin Communication Project traitant des interactions entre les dauphins tachetés de l'Atlantique (Stenella frontalis) et les grands dauphins (Tursiops truncatus) aux Bahamas
- contribué à une recherche sur le dauphin de Risso aux Açores (Dr José Azevedo, Risso's Dolphin Research Center).
- soutenu la réalisation d’un programme de recherche sur les baleines grises dans le Pacifique canadien (Dr David Duffus, Université de Victoria-Vancouver)
- mis en place un programme d'écolabellisation pour le whale/dolphin-watching en Indes (Terra Conscious, Goa)
- contribué à la sauvegarde des derniers phoques moines (Monachus monachus) en Grèce et en Mauritanie

### Travail de la SCS en Suisse
En Suisse, la SCS vise à promouvoir une meilleure connaissance des cétacés et de leur environnement, ainsi qu’à sensibiliser le public à la fragilité de l’écosystème marin.
Le volet éducatif occupe une place prépondérante dans les activités locales de la Swiss Cetacean Society.

#### Conférences et activités éducatives
Tout au long de l'année, la SCS organise de nombreuses conférences pour tout public, participe à des émissions de radio et de télévision et présente son point de vue dans divers musées et expositions.

#### Forums SCS
Périodiquement, la SCS organise une soirée conférence appelée Forum. Chaque forum fait l'objet d'un thème préalablement défini. À ce jour, des thèmes tels que par exemple, le processus d'évolution du cachalot, les dangers des déchets plastiques répandus dans les océans, la protection des phoques, la fragilité des récifs coralliens, la chasse aux dauphins, etc.

#### Formations SCS
La SCS en association avec des biologistes marin organise des formations en cétologie générale. Des sujets tels que les espèces de baleines et de dauphins, et leur écologie, les impacts des activités humaines sur les cétacés, ainsi que les méthodes d’étude en mer sont abordés.
Sur la demande d’institutions concernées, la SCS organise des camps en mer de sensibilisation à l’écologie marine. Des "Ateliers Mer" s'adresse à des jeunes en difficulté de 12 à 16 ans issus d'institutions spécialisées de Suisse romande. Cette expérience leur permet de :
- découvrir la plongée en apnée guidée
- naviguer en voilier au plus près de la faune et de la flore méditerranéenne
- mieux connaître les animaux marins (biologie, particularités, besoins)
- analyser les impacts de la pollution et des activités humaines sur les cétacés et leur habitat
- visualiser le fonctionnement d'un écosystème côtier afin de favoriser le respect de l'environnement marin
- mettre en pratique des gestes quotidiens valables et respectueux de l'environnement à la maison et partout ailleurs

Aujourd’hui, en Suisse, la SCS est l’une des principales sources de renseignement sur les cétacés, un centre d’information spécialisé au service du public, des étudiants, des voyageurs et des médias. La SCS met un point d'honneur à appliquer une politique rigoureuse d’information, afin de faire comprendre au public les enjeux majeurs de la conservation de l’environnement marin.

## Chronologie et Accomplissements majeurs de la SCS
1997 :
- ASMS-AR créée par Max-Olivier Bourcoud et soutenue par Richard O’Barry
- lancement de la première expédition scientifique de collecte de données en Mer Méditerranée

2001 :
- ASMS-AR devient la Swiss Cetacean Society (SCS)

2002 :
- la SCS reçoit le statut de Partenaire Officiel de l'accord intergouvernemental ACCOBAMS (Accord sur la conservation des cétacés de la mer Noire, de la Méditerranée et de la zone Atlantique adjacente)

- création du kit de formation ACCOBAMS. Outil pédagogique utilisé par ceux qui organisent des projets de recherche pour la sauvegarde des cétacés de Méditerranée (mandat ACCOBAMS 2002).
- début du programme de surveillance en mer du Sanctuaire marin Pelagos

2005 :
- nommée Earth Champion par la Earth Champions Foundation

2007 :
- publication d'un livre sur les cétacés (Les Cétacés en Questions, M. Rod, SCS, 2007)

2010 :
- début du programme de protection de la Tortue Verte des Comores à Ndroudé

2011 :
- collecte et dépôt de 15'000 signatures exigeant la fin du soutien de la Suisse à la chasse commerciale à la baleine au sein de la CBI (Commission Baleinière Internationale)

2012 :
- contribution à la fermeture du seul delphinarium de Suisse avec l’aide d’Isabelle Chevalley, conseillère nationale suisse
- début du programme de sauvegarde des phoques moines de Méditerranée

2014 :
- la SCS devient Membre de l'UICN (Union internationale pour la conservation de la nature)
- accord conclu avec le CIO pour qu'aucun dauphin captif ne soit utilisé lors des Jeux Olympiques d'hiver de Sotchi et distribution de filets spéciaux aux pêcheurs locaux au Mexique, afin de freiner l'extinction du marsouin de Californie

2018 :
- participation à la création du Sanctuaire marin des îles Baléares

2019 :
- la SCS devient membre du World Cetacean Alliance (WCA)
- début du développement de trois projets de conservation du littoral à Goa, en Inde, avec l’ONG locale Terra Conscious

2023 :
- mise sur pied d’un centre de soin vétérinaire pour tortues marines braconnées à Bali

| De 1997 à 2023 la SCS c'est aussi : - Plus de 300 expéditions scientifiques de collecte de données en mer (Côte d'Azur, Baléares, Açores, Bahamas, Vancouver) - Plus de 1'600 jours de travail offerts à la communauté scientifique en mer pour étudier les cétacés et les facteurs de pollution - Plus de 1'500 écovolontaires en mer - Près de 400 jeunes participants aux Ateliers Mer de la SCS - Près de 300 interventions dans les médias en Suisse romande (presse, radio, télévision) - Plus de 200 conférences publiques gratuites et Forums sur le thème du monde marin - Plus de 70 cours de cétologie et de biologie marine - Plus de 50 stands d'information et de sensibilisation du grand public |